# Hillia ulei
Hillia ulei är en måreväxtart som beskrevs av Kurt Krause. Hillia ulei ingår i släktet Hillia och familjen måreväxter. Inga underarter finns listade i Catalogue of Life.